# Національна соціальна сервісна служба України
Національна соціальна сервісна служба України — центральний орган виконавчої влади, діяльність якого спрямовується та координується Кабінетом Міністрів України через Міністра соціальної політики і який реалізує державну політику у сфері соціального захисту населення, захисту прав дітей, здійснення державного контролю за дотриманням вимог законодавства під час надання соціальної підтримки та за дотриманням прав дітей.
Утворена Постановою Кабінету Міністрів України від 26 серпня 2020 р. № 783 на заміну Державній соціальній службі України, що так і не запрацювала.

## Статус
Національна соціальна сервісна служба України (Нацсоцслужба) здійснює три основних функції. Перша — це реалізація політики, соціального захисту населення і захисту прав дітей. Друга — здійснення державного контролю під час надання соціальної підтримки та захисту прав дітей. І третя — це методичне забезпечення та координація дій органів влади і органів місцевого самоврядування щодо забезпечення прав дітей, проведення соціальної роботи, надання базових соціальних послуг і соціальної підтримки відповідно до потреб жителів територіальних громад.
Згідно з Положенням, Національна соціальна сервісна служба України є центральним органом виконавчої влади, діяльність якого спрямовується і координується Кабінетом Міністрів України через Міністра соціальної політики і який реалізує державну політику у сфері соціального захисту населення, захисту прав дітей, здійснення державного контролю за дотриманням вимог законодавства під час надання соціальної підтримки та за дотриманням прав дітей.
Основними завданнями Нацсоцслужби є, серед іншого, реалізація державної політики у сферах:
- соціального захисту населення з питань:
  - надання соціальних послуг та провадження соціальної роботи;
  - соціальної підтримки сім'ї, соціального захисту бездомних осіб;
  - соціальної адаптації осіб, які відбули покарання у виді обмеження волі або позбавлення волі на певний строк, а також звільнених від подальшого відбування зазначених видів покарання;
  - запобігання та протидії домашньому насильству, насильству за ознакою статі, торгівлі людьми;
  - забезпечення рівних прав та можливостей жінок і чоловіків;
  - захисту прав депортованих за національною ознакою осіб, які повернулися в Україну;
  - соціального захисту осіб з інвалідністю, осіб, постраждалих внаслідок Чорнобильської катастрофи, внутрішньо переміщених осіб, ветеранів праці, ветеранів військової служби, жертв нацистських переслідувань, дітей війни, жертв політичних репресій;
  - соціального захисту ветеранів війни, осіб, на яких поширюється дія Закону України «Про статус ветеранів війни, гарантії їх соціального захисту» в частині організації виплати їм разової грошової допомоги, соціальної та професійної адаптації військовослужбовців, які звільняються, осіб, звільнених з військової служби;
  - волонтерської діяльності;
  - активного та здорового довголіття, подолання негативних наслідків старіння;
- оздоровлення та відпочинку дітей, усиновлення та захисту прав дітей;
- здійснення державного контролю:
  - за дотриманням вимог законодавства під час надання соціальної підтримки (державна допомога, пільги, житлові субсидії та інші виплати, що здійснюються за рахунок коштів державного бюджету, соціальні послуги);
  - за використанням коштів державного бюджету, виділених для надання соціальної підтримки, зокрема під час проведення перерахунку її розмірів у разі встановлення фактів надмірної виплати коштів або надання її з порушенням законодавства;
  - за дотриманням прав дітей.

Нацсоцслужба здійснює свої повноваження безпосередньо та через утворені в установленому порядку територіальні органи (Головні управління Національної соціальної сервісної служби в кожній області та м. Києві).
Гранична чисельність працівників апарату служби визначена на рівні 120 державних службовців, а територіальних органів — 1265.

## Діяльність
Національна соціальна сервісна служба розпочала виконання своїх повноважень і функцій 23 грудня 2020 року. До цього часу були проведені необхідні організаційні заходи — державна реєстрація, затвердження положення та структури, штатного розпису апарату, кошторису, а також заповнення 30 відсотків вакансій.

## Керівництво
Першим Головою Нацсоцслужби Кабінет Міністрів призначив Машкіна Владислава Геннадійовича. Відповідне розпорядження № 1290-р від 21 жовтня 2020 р. підписав Прем'єр-міністр України Денис Шмигаль. Машкіна звільнили 20 січня 2023 р.